# Alexis Habiyambere
Alexis Habiyambere (ur. sierpień 1939 w Save) – rwandyjski duchowny rzymskokatolicki, w latach 1997-2016 biskup Nyundo.

## Życiorys
Święcenia kapłańskie przyjął 1 sierpnia 1976. 2 stycznia 1997 został prekonizowany biskupem Nyundo. Sakrę biskupią otrzymał 22 marca 1997. 11 marca 2016 przeszedł na emeryturę.